# Rovajärvi (Karesuando socken, Lappland)
Rovajärvi är en sjö i Kiruna kommun i Lappland och ingår i Torneälvens huvudavrinningsområde. Sjön har en area på 0,126 kvadratkilometer och ligger 396 meter över havet.

## Delavrinningsområde
Rovajärvi ingår i det delavrinningsområde (755850-177556) som SMHI kallar för Utloppet av Viikusjärvi. Medelhöjden är 403 meter över havet och ytan är 12,27 kvadratkilometer. Det finns ett avrinningsområde uppströms, och räknas det in blir den ackumulerade arean 64,47 kvadratkilometer. Majavajoki som avvattnar avrinningsområdet har biflödesordning 4, vilket innebär att vattnet flödar genom totalt 4 vattendrag innan det når havet efter 352 kilometer. Avrinningsområdet består mestadels av skog (66 procent) och sankmarker (25 procent). Avrinningsområdet har 0,98 kvadratkilometer vattenytor vilket ger det en sjöprocent på 8 procent.